# Alex (ur. marzec 1982)
Alex Raphael Meschini, zwany Alex (ur. 25 marca 1982 w Cornélio Procópio, Brazylia) – brazylijski piłkarz grający na pozycji ofensywnego pomocnika w klubie Corinthians Paulista.
Alex Meschini przeszedł do Internacional Porto Alegre z Guarani FC 11 marca 2004 za 450 tys. euro. 20 lutego 2009 za 5 milionów euro przeszedł z Internacional do Spartaka. W 2011 roku odszedł do Corinthians. 20 lipca 2012 przeszedł z Corinthians do Al-Gharafa za 6 000 000 euro, a 20 lipca 2013 wrócił do Internacionalu za 3 mln euro.
W reprezentacji Brazylii debiutował 12 października 2008 przeciw Wenezueli zmieniając Kakę w 70. minucie meczu.